# Ivan Starčević
Ivan Starčević (Mrkopalj, 7. ožujka 1877. – Senj, 24. studenoga 1934.), biskup senjski i modruški ili krbavski (1932. – 1934.).

## Životopis
Pučku školu pohađao je u rodnom mjestu, a potom je bio u senjskom konviktu Ožegovićianum, gdje je završio četiri niža razreda. Peti i šesti razred pohađao je u Rijeci, a sedmi i osmi u nadbiskupijskom liceju u Zagrebu. Bogoslovno učilište u Senju pohađao je godinu dana, a potom je otišao na daljnje školovanje u Budimpeštu. Mladu misu imao je u Mrkoplju 5. kolovoza 1900.  Bio je vjeroučitelj u senjskim pučkim školama, potom profesor na teološkom učilištu, ravnatelj kancelarije biskupa Antuna Maurovića (1895. – 1908.) i desna ruka njegovih nasljednika, biskupa Roka Vučića (1910. – 1914) te Josipa Marušića (1915. – 1930).  Posvećen je za biskupa senjsko-modruškog ili krbavskog 28. kolovoza 1932. Introniziran je u Senju 11. rujna iste godine. Njegovo biskupsko geslo bilo je “Moli i radi” (lat. "Ora et labora"). Pokrenuo je Katolički pokret na Sušaku te (dvo)tjednik "Istinu", glasilo toga pokreta. Umro je u Senju 24. studenoga 1934. Sahranjen je najprije bio u Senju na groblju sv. Vida, ali su njegovi posmrtni ostatci 20. rujna 1939. godine preneseni u rodni Mrkopalj i položeni pod glavni oltar župne crkve Majke Božje od Sedam žalosti.